# Ngựa miền núi Pleasure
Ngựa miền núi Pleasure là một giống ngựa có dáng đi được phát triển ở dãy núi Appalachian ở Đông Kentucky. Giống ngựa này như một phiên bản làm phản ánh loại ngựa nguyên thủy của Appalachian. Các thử nghiệm di truyền cho thấy chúng có chung tổ tiên với các giống ngựa sau này được phát triển trong khu vực, bao gồm Ngựa yên, Ngựa Tennessee và Ngựa núi Rocky. Một số dòng máu Ngựa miền núi Pleasure có thể truy nguyên trong hơn 180 năm.
Hiệp hội Ngựa miền núi Pleasure được thành lập vào năm 1989 với mục tiêu bảo tồn dòng máu và khuyến khích việc sinh sản của Ngựa núi Pleasure. MPHA là hiệp hội giống ngựa núi đầu tiên yêu cầu phân tích nhóm máu cho con nền tảng và tất cả những con ngựa tiếp theo được trình bày để đăng ký để xác định tuyệt đối nguồn gốc. Trong những năm gần đây, xét nghiệm DNA đã thay thế việc phân loại máu làm bằng chứng về nguồn gốc ngựa cha mẹ.
Ngựa miền núi Pleasure có kích thước trung bình, khi đứng, chiều cao trung bình là từ 14,2 đến 15,2 hand (58 đến 62 inch, 147 đến 157 cm).
Ngựa miền núi Pleasure là hậu duệ của những con ngựa có dáng đi mượt mà đã đến đất nước này với những người định cư đầu tiên. Ngựa Hobby Ireland nhỏ, khỏe khoắn, những chú ngựa lùn đi từ Quần đảo Anh, được sử dụng để phát triển Ngựa Narragansett Pacer Hoa Kỳ.